# Michał Zalewski
Pour les articles homonymes, voir Zalewski.
Michał Zalewski, né le 19 janvier 1981, est un hacker white hat polonais.

## Biographie
Dès le milieu des années 1990, Michal Zalewski participe activement à Bugtraq, et écrit des programmes pour Unix (fenris, p0f). Il est également un des auteurs du système Argante. Ses recherches sur le protocole TCP/IP ont suscité un grand intérêt, de même que ses analyses de la sécurité des navigateurs web.
Lors de son séjour aux États-Unis, il travaille en tant que chercheur au sein de BindView Corporation, entreprise spécialisée dans la sécurité informatique. Après son retour en Pologne, il publie un livre, Silence on the Wire (Menaces sur le réseau, ed. Pearson Education,  (ISBN 978-2-7440-2226-5)).
Un de ses centres d'intérêt est l'intelligence artificielle. Sur Internet, il utilise le pseudonyme lcamtuf. Il a été employé chez Google en tant que directeur de la sécurité de l'information jusqu'en 2018, puis responsable de la sécurité des systèmes d'information chez Snap Inc. jusqu'en 2023.

## Erreurs trouvées
Une liste non exhaustive d'erreurs trouvées par Zalewski :
- CA-2003-12, CA-2003-25 : dépassement de tampon dans le sendmail
- CA-2001-09 : fragilité statistique du protocole TCP/IP
- VU#945216 : erreur CRC32 dans le protocole SSH (montré dans le film Matrix Reloaded)[1].
- VU#965206 : Internet Explorer susceptible d'un dépassement de tampon à l'aide d'un fichier JPEG adapté à ce propos.
- VU#143297 : problème de sécurité du navigateur Mozilla Firefox

## Publications
- (en) Silence on the Wire: A Field Guide to Passive Reconnaissance and Indirect Attacks, No Starch Press. 15 avril 2005.  (ISBN 978-1593270469).
- (en) The Tangled Web: A Guide to Securing Modern Web Applications, No Starch Press. 15 novembre 2011.  (ISBN 978-1593273880).
- (en) Practical Doomsday: A User's Guide to the End of the World, No Starch Press. 11 janvier 2022.  (ISBN 978-1718502123).

## Récompenses
- 2018 : Pwnie Award For Lifetime Achievement[2]